# Campionati francesi di sci alpino 2005
I Campionati francesi di sci alpino 2005 si svolsero all'Alpe d'Huez e a Val-d'Isère dal 20 marzo all'8 aprile. Il programma ha incluso gare di discesa libera, supergigante, slalom gigante, slalom speciale e combinata, sia maschili sia femminili.
Trattandosi di competizioni valide anche ai fini del punteggio FIS, vi parteciparono anche sciatori di altre federazioni, senza che questo consentisse loro di concorrere al titolo nazionale francese.

## Risultati

### Uomini

#### Discesa libera
| Pos. | Atleta                  | Nazione  | Tempo   |
| ---- | ----------------------- | -------- | ------- |
| 1    | Cristian Locher         | Svizzera | 1:19,28 |
| 2    | Yannick Bertrand        | Francia  | 1:19,55 |
| 3    | Guillermo Fayed         | Francia  | 1:19,94 |
| 4    | Pierre Paquin           | Francia  | 1:19,95 |
| 5    | Nicolas Burtin          | Francia  | 1:20,23 |
| 6    | David Poisson           | Francia  | 1:20,28 |
| 7    | Pierre-Emmanuel Dalcin  | Francia  | 1:20,41 |
| 8    | Daniel Züger            | Svizzera | 1:20,45 |
| 9    | Michael Bonetti         | Svizzera | 1:20,50 |
| 10   | Marc Bottollier-Lasquin | Francia  | 1:20,58 |

Data: 25 marzo

Località: Alpe d'Huez

#### Supergigante
| Pos. | Atleta                   | Nazione  | Tempo   |
| ---- | ------------------------ | -------- | ------- |
| 1    | David Poisson            | Francia  | 1:29,06 |
| 2    | Cyril Vieux              | Francia  | 1:29,10 |
| 3    | Beni Hofer               | Svizzera | 1:29,11 |
| 4    | Yannick Bertrand         | Francia  | 1:29,13 |
| 5    | Daniel Züger             | Svizzera | 1:29,58 |
| 6    | Pierre-Emmanuel Dalcin   | Francia  | 1:29,71 |
| 7    | Marc Bottollier-Lasquin  | Francia  | 1:29,77 |
| 8    | Sébastien Fournier-Bidoz | Francia  | 1:29,80 |
| 9    | Gauthier de Tessières    | Francia  | 1:30,13 |
| 10   | Cristian Locher          | Svizzera | 1:30,28 |

Data: 24 marzo

Località: Alpe d'Huez

#### Slalom gigante
| Pos. | Atleta                | Nazione | Tempo   |
| ---- | --------------------- | ------- | ------- |
| 1    | Jean-Pierre Vidal     | Francia | 1:34,46 |
| 2    | Gauthier de Tessières | Francia | 1:35,22 |
| 3    | Thomas Fanara         | Francia | 1:35,64 |
| 4    | Freddy Rech           | Francia | 1:35,75 |
| 5    | Steve Missillier      | Francia | 1:35,76 |
| 5    | Adrien Théaux         | Francia | 1:35,76 |
| 7    | Alessandro Roberto    | Italia  | 1:35,85 |
| 8    | Maxime Bonnet         | Francia | 1:35,98 |
| 9    | Pierrick Bourgeat     | Francia | 1:36,07 |
| 10   | David Poisson         | Francia | 1:36,14 |

Data: 20 marzo

Località: Alpe d'Huez

#### Slalom speciale
| Pos. | Atleta               | Nazione | Tempo   |
| ---- | -------------------- | ------- | ------- |
| 1    | Stéphane Tissot      | Francia | 1:35,86 |
| 2    | Pierre Paquin        | Francia | 1:36,46 |
| 3    | Sébastien Amiez      | Francia | 1:36,67 |
| 4    | Jean-Pierre Vidal    | Francia | 1:36,82 |
| 5    | Alexandre Anselmet   | Francia | 1:36,93 |
| 5    | Pierrick Bourgeat    | Francia | 1:36,93 |
| 7    | Jean-Baptiste Grange | Francia | 1:37,00 |
| 8    | Michaël Sauvage      | Francia | 1:38,34 |
| 9    | Thomas Fanara        | Francia | 1:38,47 |
| 9    | Julien Jeancolas     | Francia | 1:38,47 |

Data: 21 marzo

Località: Alpe d'Huez

#### Combinata
| Pos. | Atleta        | Nazione |
| ---- | ------------- | ------- |
| 1    | Pierre Paquin | Francia |
| 2    | ?             | ?       |
| 3    | ?             | ?       |

### Donne

#### Discesa libera
| Pos. | Atleta              | Nazione | Tempo   |
| ---- | ------------------- | ------- | ------- |
| 1    | Marion Rolland      | Francia | 1:27,46 |
| 2    | Ingrid Jacquemod    | Francia | 1:28,15 |
| 3    | Magda Mattel        | Francia | 1:28,31 |
| 4    | Karine Meilleur     | Francia | 1:29,25 |
| 5    | Anne-Sophie Barthet | Francia | 1:29,38 |
| 6    | Carole Montillet    | Francia | 1:29,42 |
| 7    | Aurélie Revillet    | Francia | 1:29,52 |
| 8    | Corinne Anselmet    | Francia | 1:29,56 |
| 9    | Émilie Depommier    | Francia | 1:29,67 |
| 10   | Anne-Laure Givelet  | Francia | 1:29,68 |

Data: 20 marzo

Località: Alpe d'Huez

#### Supergigante
| Pos. | Atleta                | Nazione | Tempo   |
| ---- | --------------------- | ------- | ------- |
| 1    | Ingrid Jacquemod      | Francia | 1:11,26 |
| 2    | Marion Rolland        | Francia | 1:11,80 |
| 3    | Magda Mattel          | Francia | 1:12,34 |
| 4    | Aurélie Revillet      | Francia | 1:12,94 |
| 5    | Marie Marchand-Arvier | Francia | 1:13,10 |
| 6    | Karine Meilleur       | Francia | 1:13,12 |
| 6    | Clothilde Weyrich     | Francia | 1:13,12 |
| 8    | Aurélie Santon        | Francia | 1:13,29 |
| 9    | Estelle Pecherand     | Francia | 1:13,37 |
| 10   | Sabrina Mocellin      | Francia | 1:13,46 |

Data: 8 aprile

Località: Val-d'Isère

#### Slalom gigante
| Pos. | Atleta           | Nazione | Tempo   |
| ---- | ---------------- | ------- | ------- |
| 1    | Ingrid Jacquemod | Francia | 1:45,04 |
| 2    | Marion Bertrand  | Francia | 1:47,35 |
| 3    | Corinne Anselmet | Francia | 1:47,65 |
| 4    | Julie Duvillard  | Francia | 1:47,93 |
| 5    | Christel Pascal  | Francia | 1:47,98 |
| 5    | Aurélie Santon   | Francia | 1:47,98 |
| 7    | Célia Rollet     | Francia | 1:48,09 |
| 8    | Aurélie Revillet | Francia | 1:48,10 |
| 9    | Laure Pequegnot  | Francia | 1:48,12 |
| 10   | Tamara Vidoni    | Francia | 1:48,22 |

Data: 25 marzo

Località: Alpe d'Huez

#### Slalom speciale
| Pos. | Atleta              | Nazione   | Tempo   |
| ---- | ------------------- | --------- | ------- |
| 1    | Laure Pequegnot     | Francia   | 1:46,47 |
| 2    | Christel Pascal     | Francia   | 1:46,90 |
| 3    | Florine de Leymarie | Francia   | 1:48,26 |
| 4    | Petra Zakouřilová   | Rep. Ceca | 1:50,05 |
| 5    | Anne-Sophie Barthet | Francia   | 1:50,60 |
| 6    | Corinne Anselmet    | Francia   | 1:50,81 |
| 7    | Aurélie Santon      | Francia   | 1:51,14 |
| 8    | Célia Rollet        | Francia   | 1:51,60 |
| 9    | Marion Bertrand     | Francia   | 1:52,07 |
| 10   | Emmanuelle Colomban | Francia   | 1:52,15 |

Data: 26 marzo

Località: Alpe d'Huez

#### Combinata
| Pos. | Atleta              | Nazione |
| ---- | ------------------- | ------- |
| 1    | Anne-Sophie Barthet | Francia |
| 2    | ?                   | ?       |
| 3    | ?                   | ?       |